# Label-Transfer
Ein Label-Transfer (engl. label ‚Markierung‘) beschreibt die Quervernetzung von interagierenden Proteinen oder Proteinuntereinheiten mit einem signaltragenden und spaltbaren Vernetzer.

## Eigenschaften
Wenn zwei Proteine oder zwei Untereinheiten eines Proteins aneinanderbinden, kann diese Interaktion durch kovalente Verknüpfung dieser beiden Teile fixiert werden.
Bei einem Label-Transfer werden Vernetzer mit zwei unterschiedlichen reaktiven Gruppen (heterobifunktionelle Vernetzer) verwendet, die gleichzeitig ein messbares Signal und eine selektiv spaltbare Bindung tragen. Als Signale werden meistens Biotin, ein Fluorophor oder ein Radionuklid verwendet. Selektiv spaltbare Bindungen sind z. B. Disulfid-Verbindungen oder Ether. Das Protein, für das Interaktionspartner gesucht werden, wird als bait-Protein (engl. für ‚Köder‘) bezeichnet, das bindende Protein als prey-Protein (engl. für ‚Beute‘). 
Das bait-Protein wird zuerst mit dem Vernetzer gekoppelt. Heterobifunktionelle Vernetzer werden verwendet, damit die Kopplung durch unterschiedliche Reaktionsbedingungen steuerbar wird und nach der Markierung des bait-Proteins eine Kopplung der zweiten Vernetzungsfunktion erst nach Zusammenbringung mit dem prey-Protein erfolgt. Dadurch wird eine Reaktion beider reaktiven Gruppen des Vernetzers mit dem bait-Protein (Selbstvernetzung, nicht Nachbarvernetzung) gemindert. Nach Zugabe des prey-Proteins wird durch eine Veränderung der Umgebungsbedingungen (z. B. pH-Wert, ultraviolettes Licht) die zweite reaktive Gruppe des Vernetzers reaktiv und bindet statistisch an Moleküle in der unmittelbaren Umgebung des bait-Proteins. Durch die Bindung beider Proteine aneinander ist die zweite reaktive Gruppe in unmittelbarer Umgebung des prey-Proteins und reagiert mit diesem bevorzugt. Da das im Vernetzer enthaltene Signal zwischen der spaltbaren Stelle und der zweiten reaktiven Gruppe am prey-Proteins liegt, wird nach einer Vernetzung und anschließenden Spaltung des Vernetzers das Signal vom ursprünglich markierten bait-Protein auf das prey-Protein übertragen. Da die Vernetzung durch die Spaltung aufgehoben wurde, kann mit geeigneten Methoden das markierte prey-Protein charakterisiert werden, z. B. per Western Blot, per Massenspektrometrie oder durch einen Edman-Abbau.